# Sint-Oedenrode

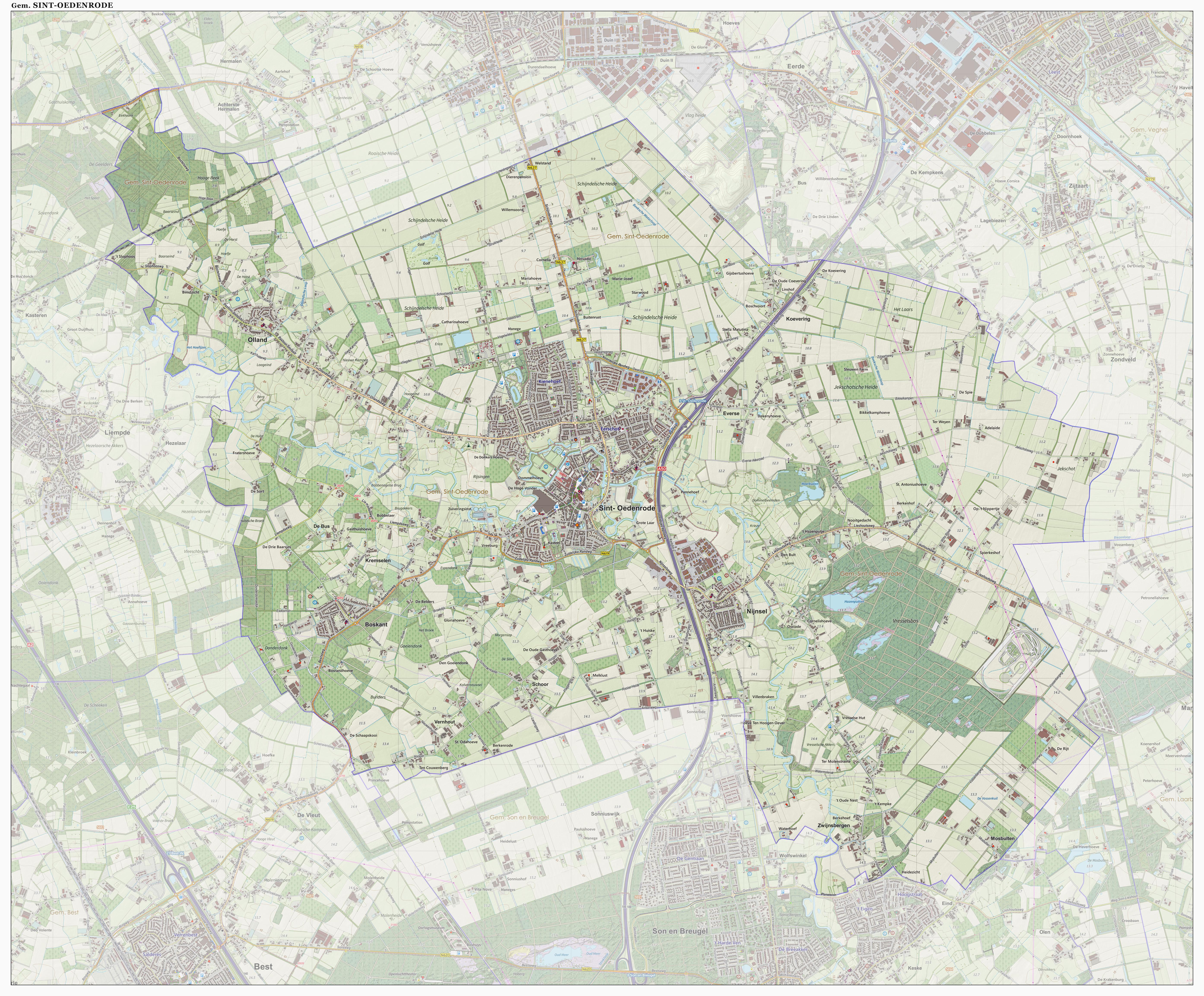
Topografische gemeentekaart van Sint-Oedenrode, per december 2015

Sint-Oedenrode (uitspraakⓘ; in de volksmond: Rooi) is een plaats en voormalige gemeente in de provincie Noord-Brabant, gelegen in de Meierij van 's-Hertogenbosch. Op 1 januari 2023 telde Sint-Oedenrode 18.530 inwoners, op een oppervlakte van 64,94 km².
Tot de BAG-woonplaats Sint-Oedenrode behoren de kernen Boskant, Nijnsel en Olland. Exclusief deze kernen telde Sint-Oedenrode op 1 januari 2023 13.170 inwoners, op een oppervlakte van 25,75 km².
De plaats had van 1232 tot 1851 vrijheidsrechten, en werd in het verleden als vlek bestempeld. Het dorp heeft een matig verstedelijkt karakter. Van zuidoost naar noordwest wordt de plaats doorsneden door rivier de Dommel.
Op 1 januari 2017 ging Sint-Oedenrode, samen met Schijndel en Veghel, op in de nieuwe gemeente Meierijstad.

## Geschiedenis

### Prehistorie en Romeinse tijd
De eerste sporen van menselijke aanwezigheid dateren uit de periode tussen 10.000 en 9000 jaar voor Christus. De eerste nederzettingen waarvan restanten zijn gevonden tijdens het afgraven van een dommeloever ter hoogte van de Hazenputten dateren uit een periode tussen 8000 en 9000 voor Christus. In de bronstijd vestigden de eerste boerenbedrijfjes zich in en rond Sint-Oedenrode. Over de daarop volgende periode is niet veel bekend.

### De legende van Sint-Oda
Volgens de overlevering dankt Sint-Oedenrode zijn naam aan de heilige Oda van Brabant. De naam Sint-Oedenrode komen we echter pas tegen in de bronnen in de late middeleeuwen. Deze vrouw maakte rond het jaar 700, samen met enkele volgelingen, een start met de ontginning van de heide. Deze werd Rode (gerooide plek) genoemd, zoals veel plaatsen eindigen met -rode. Oda zou een blinde Schotse prinses zijn geweest, die na het bezoeken van het graf van de Heilige Lambertus – destijds waarschijnlijk nog in Luik – haar gezichtsvermogen weer terug had gekregen.

### Eerschot
De oorsprong van het huidige Sint-Oedenrode ligt waarschijnlijk in Eerschot. Hier zou een voorganger van de Knoptoren zijn gebouwd op de kruising van de twee belangrijkste verbindingswegen van het dorp. (De oost-west verbinding ligt er nog maar de noord-zuid verbinding is inmiddels vervangen door de Lindedijk een stukje verderop.) De Martinuskerk in het dorpscentrum zou dan pas later als kapittel-/burchtkerk gebouwd zijn voor de heren van Rode. Tijdens de middeleeuwen was de Knoptoren de parochiekerk en de huidige Martinuskerk slechts een kapittelkerk, wat deze theorie bevestigd.
Geografisch was het zeker een handige plek. Er was dus niet alleen kruising van twee wegen, maar dit is ook de eerste plek waar de Dommel naar links gaat in plaats van constant maar rechtdoor richting het noorden. De kerk lag hierdoor dus niet alleen langs twee wegen, maar ook langs een tamelijk belangrijke brug (die er in nieuwere vorm trouwens nog steeds ligt).
De bronnen verschillen enorm over het bouwjaar van de kerk. Waarschijnlijk gaat het hier, zoals bij veel kerken in Brabant, om een houten kerk uit de missionarissentijd (8e eeuw) die later in de 10e eeuw is versteend.
Rond het jaar 1000 wordt de latere 'burcht van Rhode' gebouwd. Waarschijnlijk niet door de heren van Rhode zelf, maar misschien wel door toenmalig machthebber Ansfried. De heren Van Rode komen we pas in de bronnen tegen rond 1100 als een machtige familie in deze omgeving met connecties met de graven Van Gelre en Van Cuijk. Onder de heren Van Rode komt de cultus van Sint-Oda op en verplaats het dorpscentrum zich van de Knoptoren naar de Sint-Martinuskerk, en het Kerkplein en Marktplein gelegen voor die kerk.

### Rode
De eerste ontginningen vonden in de vroege middeleeuwen plaats op vruchtbare bosgronden langs de Dommel. In deze periode vormde Sint-Oedenrode de kern van wat (in elk geval) postuum graafschap Rode werd genoemd. Er is geen exacte omvang van Rode bekend, maar aan de hand van de Rooise costuijmen, die golden voor de bijbehorende plaatsen, kan toch een indruk gemaakt worden van de omvang van het graafschap. De costuijmen van Rode waren van kracht voor de zogenoemde consorten van Rode. Hieronder vielen Sint-Oedenrode, Liempde, Son en Breugel, Veghel en Erp, Schijndel, Stiphout, Lieshout, Aarle-Beek, Bakel, Deurne, Lierop, Tongelre, Nuenen, Gerwen en Nederwetten. Zij konden in hoger beroep gaan bij de zogenaamde hoofd- of leenbank van Sint-Oedenrode.
In die periode ontvingen deze plaatsen hun landrechten naar Roois recht. Het Roois recht werd in 1547 voor het eerst op schrift gesteld, maar een deel van de costuijmen, zoals het erfrecht en het Rooise leenrecht dat al in 1312 vermeld wordt, dateert volgens historicus Martien van Asseldonk mogelijk nog uit de tijd van het graafschap. De heren van Rode bezaten goederen rond de Burcht van Rode, zoals Slot Ten Hout, maar bezaten bijvoorbeeld ook goederen in Eerschot, Schijndel, Veghel, Erp, Son en Liempde. Verder waren er goederen leenroerig aan de heren van Rode, waaronder de Baexhoeve te Veghel en verschillende hoeven in Sint-Oedenrode zelf.

### Hertogdom Brabant
Met de verkoop van het graafschap Rode door Otto II graaf van Gelre aan de hertog Hendrik I van Brabant, wegens een oude overeenkomst, kwam Sint-Oedenrode in 1231 bij het Hertogdom Brabant als onderdeel van de Meierij van 's-Hertogenbosch. De plaats werd door deze overeenkomst, als gevolg van het verlies van de eigen soevereiniteit, de eerste bestuurlijke hoofdstad van het kwartier Peelland. Dit graafschap Rode is mogelijk de voorloper van het kwartier Peelland.
In 1232 kreeg Sint-Oedenrode vrijheidsrechten. Vanaf dan wordt Sint-Oedenrode met de voorgelegen plaats Eerschot aangeduid als De Oude Vrijheid. Het nieuwe stadje had goede natuurlijke verdedigingswerken, aangezien het in een lus van de Dommel lag en werd omgeven door de moerassige Dommelbeemden.
In deze periode ging het Sint-Oedenrode als hoofdplaats van Peelland voor de wind. In 1355 sloot de plaats zich aan bij een verbond van Brabantse steden. Door de verkregen stadsrechten en de bestuurlijke functie vormde Sint-Oedenrode een vestigingsplaats voor nieuwe ambachtslieden, die zich met name rond de grote langwerpige marktplaats vestigden. De clerus en adel bouwden in Sint-Oedenrode meerdere kasteeltjes en versterkte hoeven, die voornamelijk dienden als buitenverblijven voor verschillende adellijke families uit de Meierij. Een belangrijk goed was op dat moment het Hertog Jaaghuis, dat als Brabants leen gebouwd is op de plaats van de voormalige Burcht. De fundamenten ervan werden in 2004 opgegraven.
De economische groei uitte zich in de oprichting van verschillende bouwwerken, zoals de knoptoren van de Sint-Maartenskerk te Eerschot in 1410, de stichting van het Sint-Paulusgasthuis in 1434 en de bouw van een nieuw hoogkoor aan de Odakerk in 1498. Deze kapittelkerk werd bediend door kanunniken die in grote particuliere patriciërshuizen wonen. Het kapittel sloot zich in 1505 aan bij het Brabants kapittelverbond.
De bloeiende economie van Sint-Oedenrode kreeg vanaf de 16e eeuw verschillende klappen te verduren. Tijdens de Gelderse Oorlogen werd Rode in 1542 door de Gelderse hoofdman Maarten van Rossum geplunderd en platgebrand, waarbij ook de parochiekerk werd geplunderd. De Tachtigjarige Oorlog zorgde voor nog meer leed. In 1572 plunderden Staatse troepen onder de hertog van Holstein het dorp. In 1576 vernielde de Staatse bezetting van Zaltbommel verschillende huizen te Rode, waarop het Staatse garnizoen van Heusden in 1581 nog eens honderdtien huizen verwoestte. Een rampjaar werd 1583 toen Staatse troepen onder baron van IJsselstein na het verbranden van Schijndel en Veghel op hun doortocht het totale dorp met beide kerken in brand staken. De inwoners van Sint-Michielsgestel, Gemonde, Heeswijk, Dinther, Erp, Veghel en Sint-Oedenrode hadden op dat moment reeds het bevel gekregen om al het graan te dorsen en dit met turf en hout naar Den Bosch te brengen, zodat het niet in handen zou vallen van Staatse krijgsbendes. In 1587 werd het dorp nog eens uitgeplunderd door Staatse troepen onder de graaf van Hohenlohe. De opeenvolgende rampen in de late 16e eeuw betekenden de doodslag voor de ontwikkeling van het dorp.

### Staats Brabant
In 1648 werd Sint-Oedenrode onderdeel van de Republiek der Zeven Verenigde Nederlanden, aangezien de Meierij van 's-Hertogenbosch en al haar toebehoren werd toegewezen aan de Staten. Sint-Oedenrode ging een tijd van stagnatie tegemoet. Het had onder de Staats-Brabantse functie als militaire buffer voor het gewest Holland weinig tot geen mogelijkheden om tot economische groei te komen. In deze periode vervielen verschillende kasteeltjes en pachtboerderijen of werden zelfs helemaal verlaten. De katholieke eredienst werd verboden, de kerken gesloten en de Sint-Martinuskerk te Eerschot werd aan een handjevol protestantse ambtenaren toegewezen. De Rooise bevolking maakte daarop vanaf 1649 enkele jaren gebruik van de Veghelse schuurkerk onder het gehucht Duifhuis. Die kerk werd tot aan de Franse inval van 1672 gebruikt door de parochianen uit Sint-Oedenrode, Schijndel en Veghel.
De Fransen onder generaal Pichegru trokken in 1794 Sint-Oedenrode binnen.

### Franse Tijd en Koninkrijk der Nederlanden
In 1794 viel de Franse generaal Pichegru de Republiek binnen. Vanuit Boxtel kwamen de Fransen in Sint-Oedenrode, dat op dat moment door Engelse troepen bezet was. De Engelsen verwoestten de bruggen over de Dommel. Tussen Sint-Oedenrode en Veghel kwam het tot flinke schermutselingen tussen Franse en geallieerde troepen.
Vanaf 1795 maakte Sint-Oedenrode volwaardig deel uit van de Bataafse Republiek. In 1809 bracht koning Lodewijk Napoleon de plaats een bezoek.
In 1940 werd Sint-Oedenrode bezet door de Duitse troepen. De plaats kreeg een detachement van de Duitse Luftwaffe van ca. 15 personen, verdeeld over twee uitkijkposten om het geallieerd vliegverkeer richting de Vliegbasis Volkel en Vliegbasis Welschap (nu: Vliegbasis Eindhoven) in de gaten te houden. Met het begin van Operatie Market Garden in 1944, lag Sint-Oedenrode op een belangrijke plaats tussen de geallieerde landingszones in Son en Veghel. Generaal Eisenhower en veldmaarschalk Montgomery hadden de belangrijke taak om de corridor (die dwars door Sint-Oedenrode liep) naar Nijmegen te veroveren en open te houden voor de doortocht van het Britse 30e Legerkorps.
In de 20e eeuw zorgde voornamelijk de groei van de N.V. ODA Staalwerken en Ovenbouw v/h H.J.van de Kamp, later N.V. ODA Stalen Meubelen (tegenwoordig onderdeel van de multinational Ahrend) voor de werkgelegenheid in Sint-Oedenrode. Sint-Oedenrode wordt regelmatig ten onrechte als plattelandsgemeente aangeduid. Als voormalig vlek begon de matige verstedelijking reeds aan het einde van de 19e en begin 20e eeuw. De matige verstedelijking mag blijken uit het feit dat reeds in 1930 meer dan de helft van de Rooise bevolking niet meer in de landbouw werkzaam was. Daarmee vormde Sint-Oedenrode na buurgemeenten Schijndel en Veghel de derde meest geïndustrialiseerde gemeente van Oost-Brabant. Rond 1950 werd Sint-Oedenrode van deze plaats verdreven door Uden, dat zich als aangewezen kerngemeente snel begon te ontwikkelen. In 1956 was nog maar 30% van de inwoners van Sint-Oedenrode de landbouw toegedaan.

## Stedelijke ontwikkeling
Sint-Oedenrode is van oudsher een grote plaats. Deze plaatsen die reeds vóór 1850 meer dan lokale betekenis hadden, worden met de term ‘vlek’ of vrijheid aangeduid. Vlekken vertonen vaak een mengeling van historische ontstaans- en groeifactoren. Meestal dateren deze nederzettingen uit de hoge middeleeuwen en waren het primaire kerkdorpen met een marktfunctie, blijkens de aanwezigheid van een plein. In Sint-Oedenrode is dat duidelijk herkenbaar aan de huidige markt. De oudste bebouwing van Sint-Oedenrode concentreerde zich rond ’t Sant, maar verplaatste zich later naar de huidige Markt, waar de functie als passantendorp zorgde voor een verbreding van de straat tot een zogenaamde baannederzetting. Hier werden jaarmarkten gehouden, met name voor vee en zuivelproducten.
Begin 19e eeuw omschrijft de koster Brock uit Sint-Oedenrode zijn geboorteplaats als volgt:
‘Dit laatsten, van ouds zoo vermaard Vlek, is thans weinig meer dan een middelmatig dorp der Meierij, bestaande uit weinig meer dan 150 afzonderlyke huizen, die een enkele straat formeert, verdeeld in den Heuvel, de Markt, het Moleneind, welke digt betimmert zyn, en den Dyk, zynde dat gedeelte naar de zyde van Eerschot tot aan de Dommel, waar de huizen meer verspreid liggen, niet aanzienlyk zyn, als in het overige gedeelte. Aan de Markt, waar het Raadhuis midden op ligt, en waar men van vooren één schoonen lindenboom, en agter eenen grooten ronden poel aantreft, zijn er de huizen op stadswijze gebouwd, en leverd een fraaij gezigt op.’
Uit de beschrijving mag blijken, dat Sint-Oedenrode ondanks de weinige groei in de afgelopen eeuwen als het ware stadse allure heeft behouden in haar oude centrum. Voor het overgrote deel behield de plaats een zeer dorps karakter, waar een wisselende lintbebouwing van arbeiderswoningen, boerderijen en herenhuizen het dorpsbeeld bepaalde. Dit straatbeeld heeft zich in het oude centrum tot op heden vrij goed gehandhaafd.

### Centrumfunctie Sint-Oedenrode
Het centrum van Sint-Oedenrode heeft zich gaandeweg ontwikkeld. In totaal bedraagt het winkelaanbod bijna 25.000 m² vvo. Ruim 40 procent hiervan ligt in het centrum van de kern Sint-Oedenrode. Het aanbod is hoofdzakelijk gericht op de dagelijkse boodschappen. Sint-Oedenrode vormt vooral een winkelcentrum voor inwoners uit eigen gemeente. Een relatief groot deel van de omzet (64%) in detailhandel en horeca bestaat uit bestedingen van de inwoners van de gemeente zelf. Het centrum is in beperkte mate in staat om klanten uit overige delen van het land te trekken. Binnen de regio blijkt met name de relatie met Son en Breugel sterk. Ook de inwoners uit Veghel en Boxtel vormen een belangrijke klantengroep voor de detailhandel en horeca in Sint-Oedenrode. Voor de inwoners van Sint-Oedenrode vormen Schijndel, Son en Breugel en Veghel belangrijke regionale koopcentra. Echter, met name Eindhoven heeft een sterke aantrekkingskracht op Sint-Oedenrode en de regio: 17% van de buitendorpse bestedingen van inwoners uit Sint-Oedenrode wordt in Eindhoven gedaan.

### Het groene hart van de Meierij
De gemeente Sint-Oedenrode hanteert de titel Het groene hart van de Meierij sinds het dorp Sint-Oedenrode in 2000 door Entente Florale werd uitgeroepen tot het groenste dorp van Europa.
Belangrijkste groenstructuur in Sint-Oedenrode is het Dommeldal met het aangelegen natuurgebied Dommelbeemden. Verder liggen er in de gemeente natuurmonumenten als het Vresselse Bos met De Hazenputten, het Rooise Broek en De Scheeken. Rondom het Kasteel Henkenshage ligt het gelijknamige Park Henkenshage. Dit werd in 1909 ontworpen door de tuin- en landschapsarchitect Leonard Springer.
Een groot gedeelte van de groenstructuur in Sint-Oedenrode behoort tot Nationaal landschap Het Groene Woud.

## Bezienswaardigheden

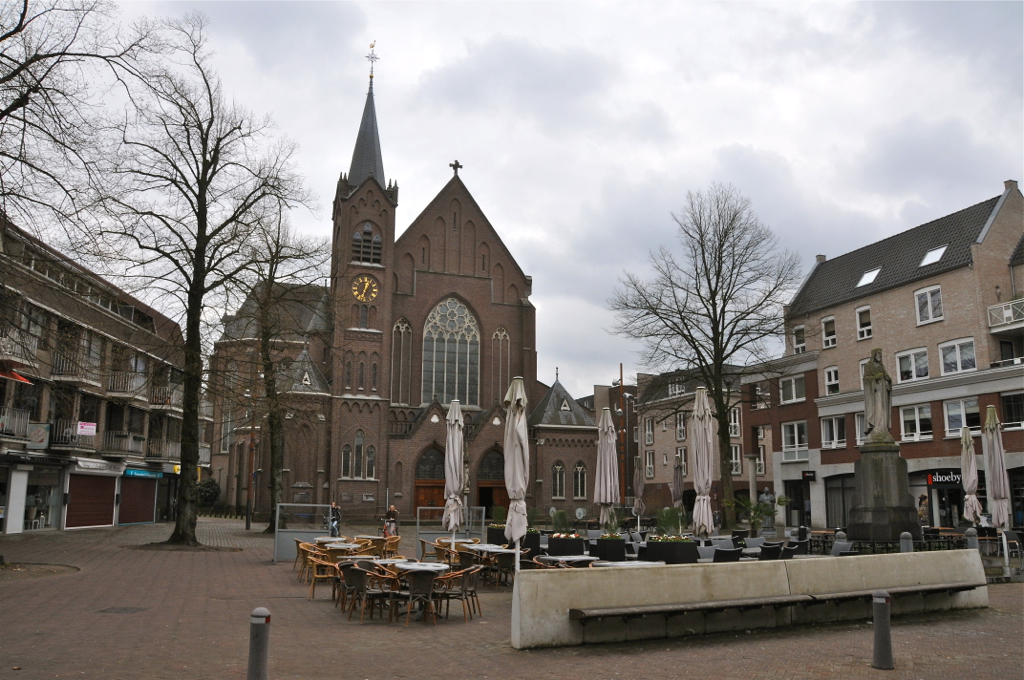
Sint-Martinuskerk

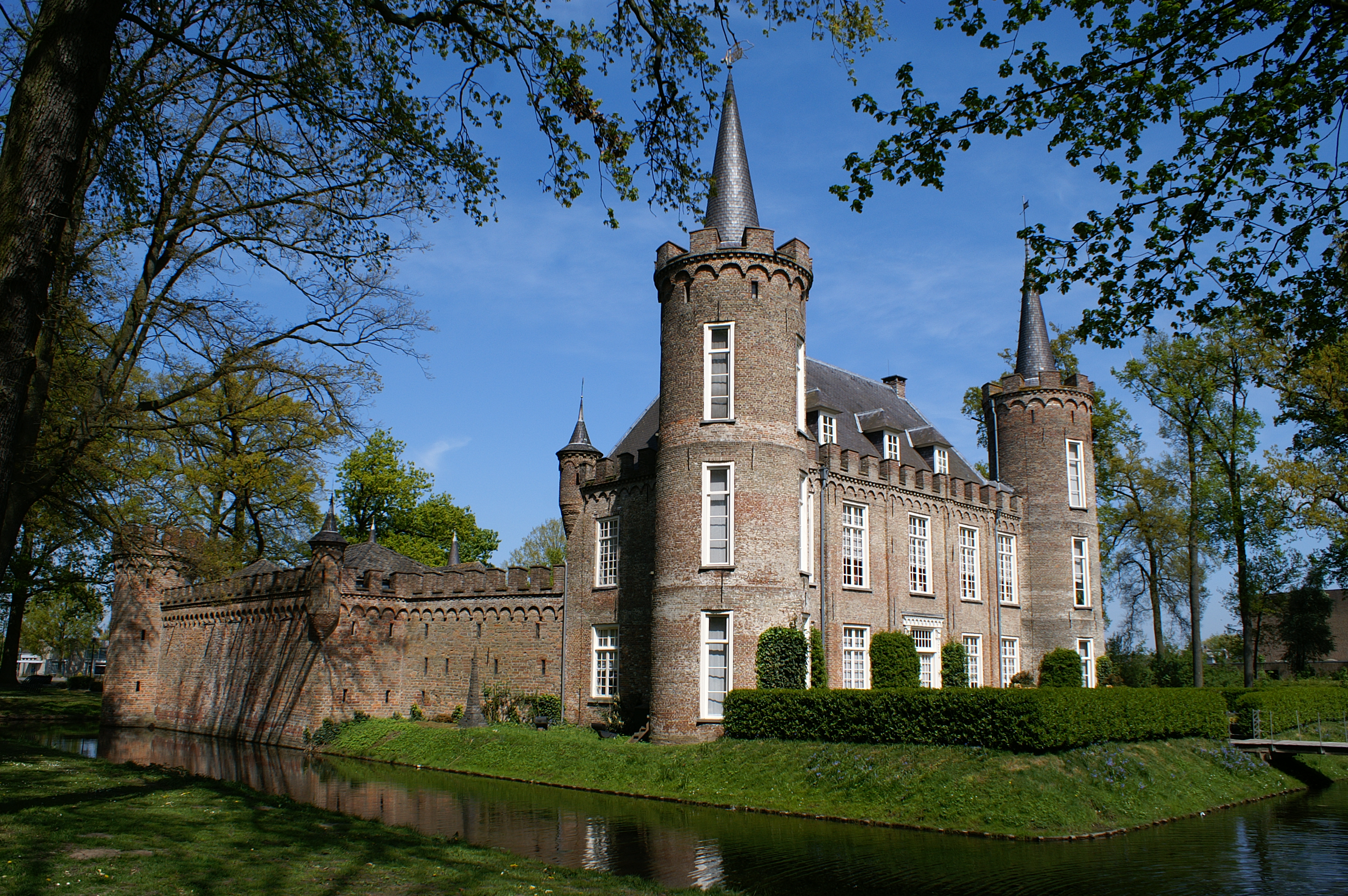
Kasteel Henkenshage

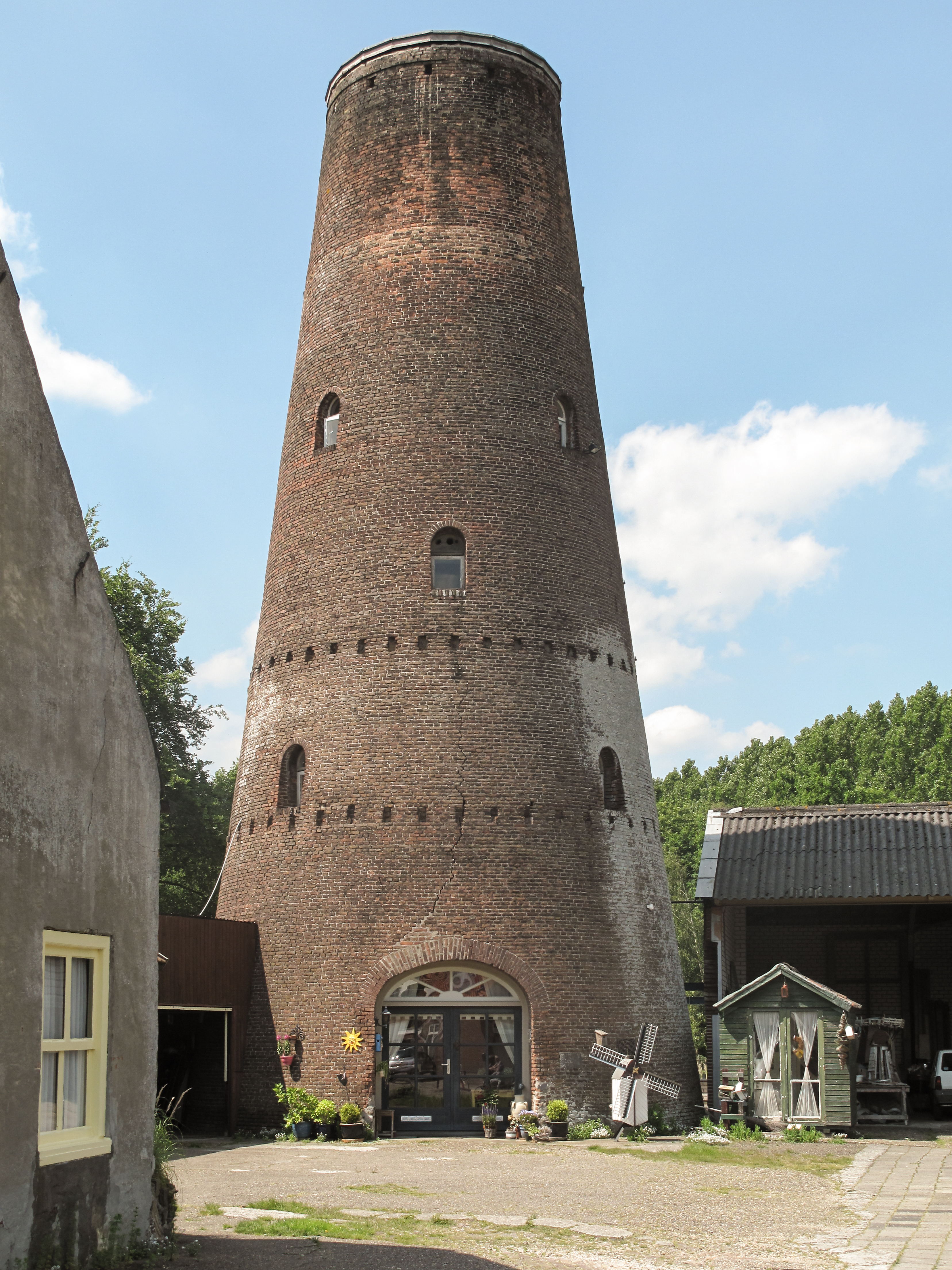
Sint Oedenrode, molenromp

- De Neogotische Sint-Martinuskerk uit 1915. Deze staat op de plaats van de oude Odakerk. Dit was een romaanse kerk uit de 11e eeuw in basilicastijl. Ze stond bij de burcht van Rode. In 1494 werd deze kerk verlengd met een gotisch hoogkoor met speklagen van bakstenen met tufsteenlagen. Het was een kapittelkerk waaraan negen kanunniken verbonden waren. Het kapittel heeft bestaan tot 1648. In 1801 stortte de toren in, en in 1807 werd de kerk gesloopt om vervangen te worden door nieuwbouw, de Sint-Martinuskerk, die in 1808 ingewijd werd. Ze werd gebouwd op de fundamenten van de kapittelkerk. In 1915 werd ze vervangen door de huidige kerk, die ontworpen is door W.Th. van Aalst. Ze is gerestaureerd van 1995-1997. Het hoogkoor uit 1498 is nog intact en is een rijksmonument. In de kerk bevindt zich het vermoedelijke graf van Hildeware, gravin van Rode, uit 1507. Dit was de stichteres van de eerste kerk. Er zijn in het interieur enkele barokke beelden en een doopvont uit de 12e eeuw. Verder is er een orgel uit 1839, vervaardigd door Frans Smits. Dit werd door de firma Flentrop gerestaureerd in 2001.
- Martinuskerkhof uit 1854. Hier ligt het graf van de bekende bisschop Bekkers. De Odakapel staat op het bekende Odabergje, in de volksoverlevering de plaats waar de Heilige Oda zich in de vroege middeleeuwen vestigde. Het kerkhof is schilderachtig en telt vele beelden en een calvarieberg.
- De Knoptoren en de Knoptorenkerk. De oude Eerschotse parochiekerk dient sinds 1648 als Hervormde kerk. In 1800 verloor de uit rond 1400 stammende toren zijn spits. In het verleden lag hier de grafkelder van de Heren van het slot De Laar (kasteel De Laar).
- Het Sint-Paulusgasthuis dateert uit 1434. De gevelsteen, die het foutieve jaartal 1546 aangeeft, werd pas in 1926 aangebracht. De karakteristieke witte huisjes werden tot 1972 bewoond door arme alleenstaande vrouwen van onbesproken gedrag. Het is momenteel ingericht als VVV-kantoor. Ook is er het museum Brabantse mutsen en poffers gevestigd.
- Kasteel Henkenshage. Een voormalige versterkte boerderij, die in de veertiende eeuw bekendstond als Strijpe of Streepe. Deze werd in 1850 gekocht door Pieter Jacob de Girard de Mielet van Coehoorn en kreeg als buitenverblijf z’n huidige vorm. Feitelijk is het gebouw dan ook geen echt kasteel, maar een landhuis.
- Kasteel Dommelrode is een voormalig slot, dat in 1605 door de kwartierschout van Peelland gebouwd werd. Het was lange tijd een klooster, maar fungeert als het raadhuis van Sint-Oedenrode en later een vergaderlocatie voor Meijerijstad.
- Kasteel De Laar met pachthoeves vormde het complex De Laar dat gesticht is in 1360. Links van de weg van St. Oedenrode naar Nijnsel staat aan het einde van een doodlopende weg pachthoeve de Grote Laar. Het is het enige wat rest van het complex De Laar.[10] De zware fundamenten van het kasteel, ruim twee meter dik, zitten in de grond; pachthoeve de Grote Laar is nog geheel intact. Op het terrein van de Kleine Laar (neerhoeve) werd een nieuw huis gebouwd. Pachthoeve de Grote Laar bestaat uit een langgerekt rechthoekig gebouw van twee bouwlagen onder een zadeldak. De tweede bouwlaag bevindt zich onder de kap, evenals de duiventil, waardoor de voorgevel vanaf de eerste verdieping zeer spits toeloopt. In de nok zitten een aantal duivengaten. Het huis is gemoderniseerd en geheel witgepleisterd.
- De Markt is een toelopend, min of meer vierkant plein met een muziekkiosk, dat deels omringd is door statige herenhuizen, waaronder:
- Het Oude Raadhuis, in 1863 gebouwd als herenhuis voor dr. J.G. Raup en in 1881 gekocht door de gemeente, nadat het oude raadhuis uit 1691, dat zich midden op de Markt bevond, was afgebroken. Er werd een balkon en een torentje bijgebouwd, maar in 1963 werd het verlaten, daar het gemeentehuis verhuisde naar Kasteel Dommelrode. Achter dit huis bevindt zich een koetshuis waaronder een 14e-eeuwse kelder is gelegen, afkomstig van het voormalige huis Ten Kelre. In de zijmuur zijn een aantal gedenkplaten te vinden, waaronder die van het 2e Regiment Huzaren dat in het kader van de mobilisatie tijdens de Eerste Wereldoorlog in Sint-Oedenrode gelegerd was, inclusief een aantal Paardenartsen der 1e en 2e klasse. Ook in 1939 was dit regiment weer aanwezig. Ook is er een gedenksteen van de 101e Luchtlandingsdivisie, aangebracht in 1985.
- Het Sint-Martinushuis aan de Markt is een neogotisch parochiehuis uit 1904.
- Hiervoor bevindt zich het bronzen beeldje: Schrijdende Danseres met Tamboerijn uit 1981 van Fioen Blaisse.
- Een klein monumentje dat de voormalige Borchmolen memoreert, alsmede de voormalige molenvijver, waaromheen een parkje is aangelegd, bij de Hambrug.
- De Reuzenklomp die zich in het Dommelplantsoen langs de Corridor bevindt herinnert aan het verleden van Sint-Oedenrode als centrum van de klompenindustrie. De bijna drie meter lange klomp was oorspronkelijk van hout, maar deze viel ten prooi aan vandalisme. De huidige klomp is van beton.
- De Coöperatieve Zuivelfabriek Sint-Oda is een gebouw van Louis Kooken uit 1916 was een boterfabriek met stoommachine, die tot 1979 heeft geproduceerd. De schoorsteen is een gemeentelijk monument.
- Kapel Onze Lieve Vrouw ter Troost in het park van Kasteel Henkenshage is een rietgedekt stenen gebouwtje uit 1949 met een driekantig koor, een eikenhouten portaal en een Mariabeeld.
- Fabriekshal met sheddak aan de Nijnselseweg. Dit gebouw is in 1907 in gebruik genomen als sigarenfabriek door de Eindhovense fabrikant Mignot en de Block. Van 1944-1947 hebben hier ook de Paters Damianen gewoond, aangezien hun klooster aan de Schijndelseweg door oorlogshandelingen zwaar beschadigd was. In 1953 werd de fabriek gesloten en overgenomen door kousenfabriek Jansen de Wit uit Schijndel, die in 1985 failliet ging. De gemeente Sint-Oedenrode heeft het gebouw gebruikt als gemeentewerf, waarna er jongerenhuisvesting in is gekomen. Het gebouw is een industrieel monument.
- Kloostercomplex aan de Schijndelseweg van de Congregatie van de Heilige Harten van Jezus en Maria. Dit grote complex is gesticht in 1923, om begin jaren 70 van de 20e eeuw hieruit te vertrekken naar een kleiner klooster aan de Nijnselseweg. De laatste paters zijn daaruit in 2002 vertrokken. Het oorspronkelijke complex, met fraaie tuin, is nu een ziekenhuis gespecialiseerd in middelen afhankelijkheid.
- Molenrestant Molen van de Bergh, aan Boskantseweg 34, uit 1856.

### Monumenten
In de plaats zijn er een aantal rijksmonumenten en oorlogsmonumenten, zie:
- Lijst van rijksmonumenten in Sint-Oedenrode
- Lijst van gemeentelijke monumenten in Sint-Oedenrode
- Lijst van oorlogsmonumenten in Meierijstad

## Musea
- Museum H.J. van de Kamp is het oude huis waar Harrie van de Kamp in 1905 zijn smederij begon die zou uitgroeien tot Oda-Staalwerk, tegenwoordig een productievestiging van Ahrend. Het museum werd geopend in 1960 en bevindt zich in het Kofferen. Het toont een oud smidse-interieur.
- Museum Sint-Paulusgasthuis of Poffer- en mutsenmuseum. Het bevindt zich in het voormalige Sint-Paulusgasthuis aan de Kerkstraat. Er is een kruidentuin en een verzameling Brabantse poffers en mutsen, waaronder de poffer van de moeder van Bisschop Bekkers.
- Museum Kasteel Henkeshage werd geopend in 1986. Het toont schilderijen, documenten, stambomen en dergelijke uit het verleden van de adellijke families die hier woonden, waaronder een grote stamboom van de familie De Girard.
- Museum Kasteel Dommelrode toont archeologische vondsten die in de omgeving van Sint-Oedenrode zijn opgegraven, voornamelijk bij de Hazenputten en de Everse Akkers.
- Jukeboxenmuseum Christ Boelens, een particulier museum van een restaurateur van jukeboxen, dat zich bevindt aan De Hulst, halverwege de weg van Sint-Oedenrode naar Liempde.

## Fanfare
De Fanfare van sint-Oedenrode, Nos Jungit Apollo, is wereldberoemd. Al sinds de jaren zestig werden er prijzen gewonnen op concours. Met in de jaren tachtig diverse successen in de landelijke top tijdens Nederlandse Kampioenschappen. Een bijzonder hoogtepunt was het behalen van de titel vicewereldkampioen in 1981 tijdens het Wereldmuziekconcours in Kerkrade, met een eerste prijs met onderscheiding. De fanfare stond op dat moment onder leiding van dirigent Sef Pijpers.

## Landschappelijke ontwikkeling
Sint-Oedenrode is ontstaan op de oevers van de beek de Dommel. De aanwezigheid van dit riviertje heeft in het grootste gedeelte van de gemeente een stempel gedrukt op de ontwikkeling van het landschap. Het beekdallandschap met hooiland, beemden en kleine landschapselementen als steilranden en vennen was tamelijk open. De hoger gelegen cultuurlanden vormden met bolle akkers, meidoornhagen en houtsingels een meer gesloten landschap.
Eind 13e eeuw gingen de Hertogen van Brabant over tot het in eeuwigdurend erfpacht uitgeven van gemeenschappelijke gronden. Zo werd in 1314 de erfpacht uitgegeven van de ‘Bodem van Elde’. Dit uitgestrekte vochtige bos- en heidegebied was vrijwel onbewoonbaar. De grens van deze gemeente, die tussen St. Michielsgestel, Boxtel, Schijndel, Sint-Oedenrode en Liempde gelegen was, werd gevormd door de rivier de Dommel. Het in gebruik nemen van de Bodem van Elde leidde tot het ontstaan van de kenmerkende Meierijse bolle akkercomplexen. Sommige bolakkers in deze omgeving bestaan al eeuwenlang in dezelfde vorm en zijn door hun compleetheid zeer goed te herkennen.
Op de deels sterk lemige gronden in Sint-Oedenrode werden vanaf 1750, vanwege het voorpootrecht, veel populieren aangeplant. Tussen 1760 en 1780 vond de grootste toename van houtteelt plaats in de gemeenten Schijndel-Sint-Oedenrode-Udenhout en Veghel. Met de aanplant van populieren, het patroon van zandpaden en vochtige beekdalgronden ontstond op deze wijze het zo kenmerkende Meierijse “Peppellandschap”. Dit landschap was in feite puur economisch, aangezien de populierenteelt grotendeels in dienst stond van de klompenindustrie. Kerngebied van deze klompenmakerij, en dus ook van de populierenteelt, werd met name gevormd door de gemeenten Sint-Oedenrode, Schijndel, Veghel, Liempde, Best en Boxtel. In de negentiende eeuw groeide Sint-Oedenrode dankzij deze klompenmakerij, die haar hoogtepunt bereikte in de eerste helft van de twintigste eeuw.
De ontginning van de woeste gronden, bekend als de Schijndelse Heide, vond plaats vanaf de 18e eeuw, waarbij de Kienehoef centraal stond.

## Natuurgebieden en parken
De meeste parken van Sint-Oedenrode zijn gelegen in het Dommeldal, dat beeldbepalend is voor deze plaats. Daarnaast is er het park van het Kasteel Henkeshagen, met een bestand van hoge eikenbomen, aangelegd door Leonard Springer.
Dit park gaat over in een broekgebied dat Diependaal heet. Het was oorspronkelijk een populierenaanplant voor de klompenindustrie, dat vervolgens is omgevormd tot een meer natuurlijk bos.
Het recreatiegebied Kienehoef, oorspronkelijk een heideontginning, heeft een parkachtig loofbos en waterpartijen.
Ten noorden van Sint-Oedenrode ligt een heide-ontginning. Hier lag vroeger de Schijndelse Heide. Daar weer ten noorden van liggen de Marggraff Bossen. Dit 85 ha metende loofbos sluit aan op De Geelders en vormt daarmee een uitgestrekt natuurgebied.
Ten zuiden van Sint-Oedenrode ligt een oud cultuurgebied en populierenlandschap.

## Voormalige gemeente
De gemeente Sint-Oedenrode telde 17.879 inwoners (1 april 2016, bron: CBS) en had een oppervlakte van 64,25 km².
Voor 2017 kende Sint-Oedenrode als gemeente een jumelage met de gemeente Alzenau in Unterfranken (Deelstaat Beieren) in Duitsland.

### Plaatsen
Aantal inwoners per woonkern of kerngebied* op 1 januari 2014
Bron: CBS

### Buurtschappen
Binnen de gemeente bevinden zich de volgende buurtschappen:

De Bus, Eerschot, Everse, Het Schoor, Koevering, Kremselen, Mosbulten, Vernhout en Zwijnsbergen.

### Wijkindeling

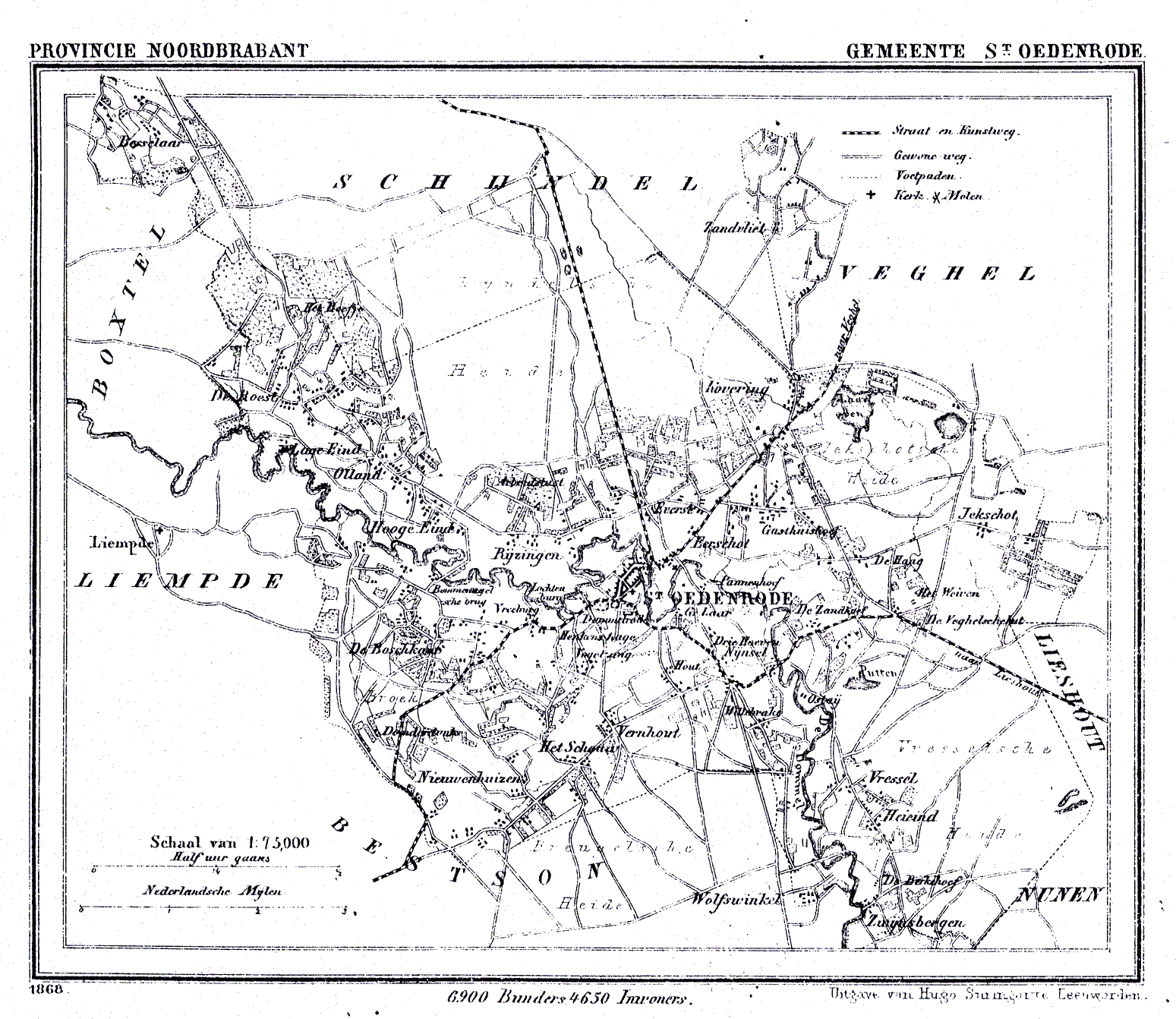
Sint-Oedenrode in 1868

Als gemeente kende Sint-Oedenrode verschillende wijken en gehuchten:
- 11 wijken in Sint-Oedenrode en 3 gehuchten
- 1 wijk in Boskant met 3 gehuchten
- 1 wijk in Olland met 1 gehucht
- 1 wijk in Nijnsel met 2 gehuchten

Zie ook: Wijken en buurten in Sint-Oedenrode

### Bestuur
De laatste burgemeester van gemeente Sint-Oedenrode was Peter Maas.
- Lijst van burgemeesters van Sint-Oedenrode

De gemeenteraad van Sint-Oedenrode bestond uit 17 zetels. Hieronder staat de samenstelling van de gemeenteraad van 1998 tot en met 2016:
| Gemeenteraadszetels                      | Gemeenteraadszetels | Gemeenteraadszetels | Gemeenteraadszetels | Gemeenteraadszetels | Gemeenteraadszetels | Gemeenteraadszetels |
| Partij                                   | 1998                | 2002                | 2006                | 2010                | 2011***             | 2014                |
| ---------------------------------------- | ------------------- | ------------------- | ------------------- | ------------------- | ------------------- | ------------------- |
| CDA***                                   | 5                   | 5                   | 4                   | 5                   | 3                   | 4                   |
| VVD                                      | 2                   | 2                   | 3                   | 4                   | 4                   | 4                   |
| D.G.S.-B.V.T.*                           | -                   | -                   | -                   | -                   | -                   | 4                   |
| Democratische Groepering Sint-Oedenrode* | 2                   | 3                   | 2                   | 3                   | 3                   | -                   |
| Hart voor Rooi**                         | 4                   | 3                   | 4                   | 3                   | 3                   | 4                   |
| B.V.T. Rooi*                             | -                   | -                   | -                   | 2                   | 2                   | -                   |
| Gemeentebelang Sint-Oedenrode            | -                   | -                   | 2                   | -                   | -                   | -                   |
| EBK                                      | -                   | -                   | -                   | -                   | 1                   | -                   |
| Peter Verkuijlen                         | -                   | -                   | -                   | -                   | 1                   | -                   |
| Roois Burger Belang                      | 1                   | 2                   | -                   | -                   | -                   | 1                   |
| Ouderen                                  | 3                   | 2                   | 2                   | -                   | -                   | -                   |
| Totaal                                   | 17                  | 17                  | 17                  | 17                  | 17                  | 17                  |
| Opkomst                                  |                     |                     | 61,80%              | 56,69%              | -                   | 53,79%              |

* In 2014 zijn Democratische Groepering Sint-Oedenrode en B.V.T. samengegaan.
** Tot 2014 Hart voor Rooi-PvdA.
*** In 2011 Splitste een raadslid van CDA zich af en werd een ander raadslid uit de fractie gezet.

## Gemeenschappelijke regelingen
Omdat Sint-Oedenrode geografisch ongunstig ligt zijn er met diverse regio's gemeenschappelijke regelingen getroffen. Zo is het Landelijk gebied Schijndel/Sint-Oedenrode/Boekel, samen met het Landelijk gebied Maashorst en de Stedelijke regio Uden-Veghel, onderdeel van het streekplan Uden-Veghel e.o. Daarnaast zijn er enkele gemeenschappelijke regelingen getroffen met Stadsgewest 's-Hertogenbosch en het Samenwerkingsverband Regio Eindhoven. Voor de rekenkamerfunctie wordt samengewerkt met een aantal gemeenten in Noord-Brabant, waarbij zoveel als mogelijk is, de rekenkamers dezelfde drie leden krijgen.

## Geboren in Sint-Oedenrode
- Adriaan Brock (1775-1834), historicus
- Willem Wijnen (1880-1944), burgemeester van Asten
- Lou Tellegen (1883-1934), acteur
- Pieter de Josselin de Jong (1861-1906), kunstschilder
- Martin van der Hagen (1861-1928), oprichter van Nutricia
- Wilhelmus Marinus Bekkers (1908-1966), bisschop van 's-Hertogenbosch (1960-1966)
- Charles van Heugten (1913-1942), sergeant-vlieger
- Cornelis Alkemade (1923-1989), natuurkundige en hoogleraar
- Jo Hendriks (1923-2001), ziekenfondsbestuurder en staatssecretaris in het kabinet Den Uyl
- Ad de Beer (1932-1997), schrijver
- Els Coppens-van de Rijt (1943), kunstschilder en schrijfster
- Jan Sonnemans (1943-2006), kunstschilder
- Jan Vervoort (1948), striptekenaar
- Willem van Genugten (1950), jurist
- Karien Vervoort (1961), beeldhouwster
- Floris Alkemade (1961), architect, rijksbouwmeester
- Monique Kalkman-Van den Bosch (1964), rolstoel- en tafeltennisser
- Bas Haan (1973), journalist
- Nikki Kerkhof (1983), zangeres (winnares Idols 4)
- Ruud van der Rijt (1988), voetballer
- Bassou Boulghalgh (1995), voetballer
- Sam de Laat (2006), voetballer

## Trivia
1. In de volksmond wordt Sint-Oedenrode ook wel Rooi genoemd.
2. Tijdens carnaval verandert de naam van Sint-Oedenrode in Papgat.
3. In het jaar 1999 werd de gemeente het groenste dorp van Nederland in de nationale Entente Florale competitie. Op grond van deze eerste plaats in de nationale competitie mocht Sint-Oedenrode in 2000 deelnemen aan de Europese finale. De plaats werd toen gekozen tot groenste dorp van Europa.
4. Op 9 maart 2016 werd het eerste Kievitsei van Nederland gevonden in Sint-Oedenrode.
5. In het fiscale recht is de naam Sint Oedenrode bekend vanwege het Sint Oedenrode-arrest. Deze uitspraak van de Hoge Raad ging over de btw op kavels bouwgrond die door de gemeente Sint Oedenrode verkocht werden. De vraag was of de grond al een vervaardigingshandeling had ondergaan.

## Geografie
| Nabijgelegen kernen | Nabijgelegen kernen | Nabijgelegen kernen | Nabijgelegen kernen | Nabijgelegen kernen |
| ------------------- | ------------------- | ------------------- | ------------------- | ------------------- |
| Olland              |                     | Schijndel           |                     | Veghel              |
|                     |                     |                     |                     |                     |
| Liempde             |                     |                     |                     |                     |
|                     |                     |                     |                     |                     |
| Boskant             |                     | Son                 |                     | Nijnsel             |

## Galerij

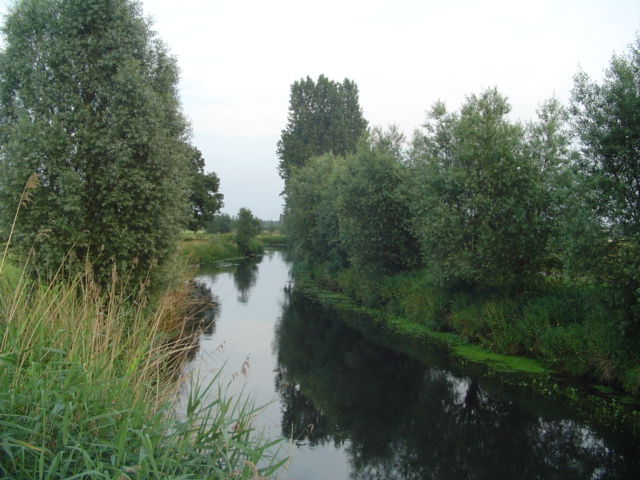
Dommelvallei in Sint-Oedenrode
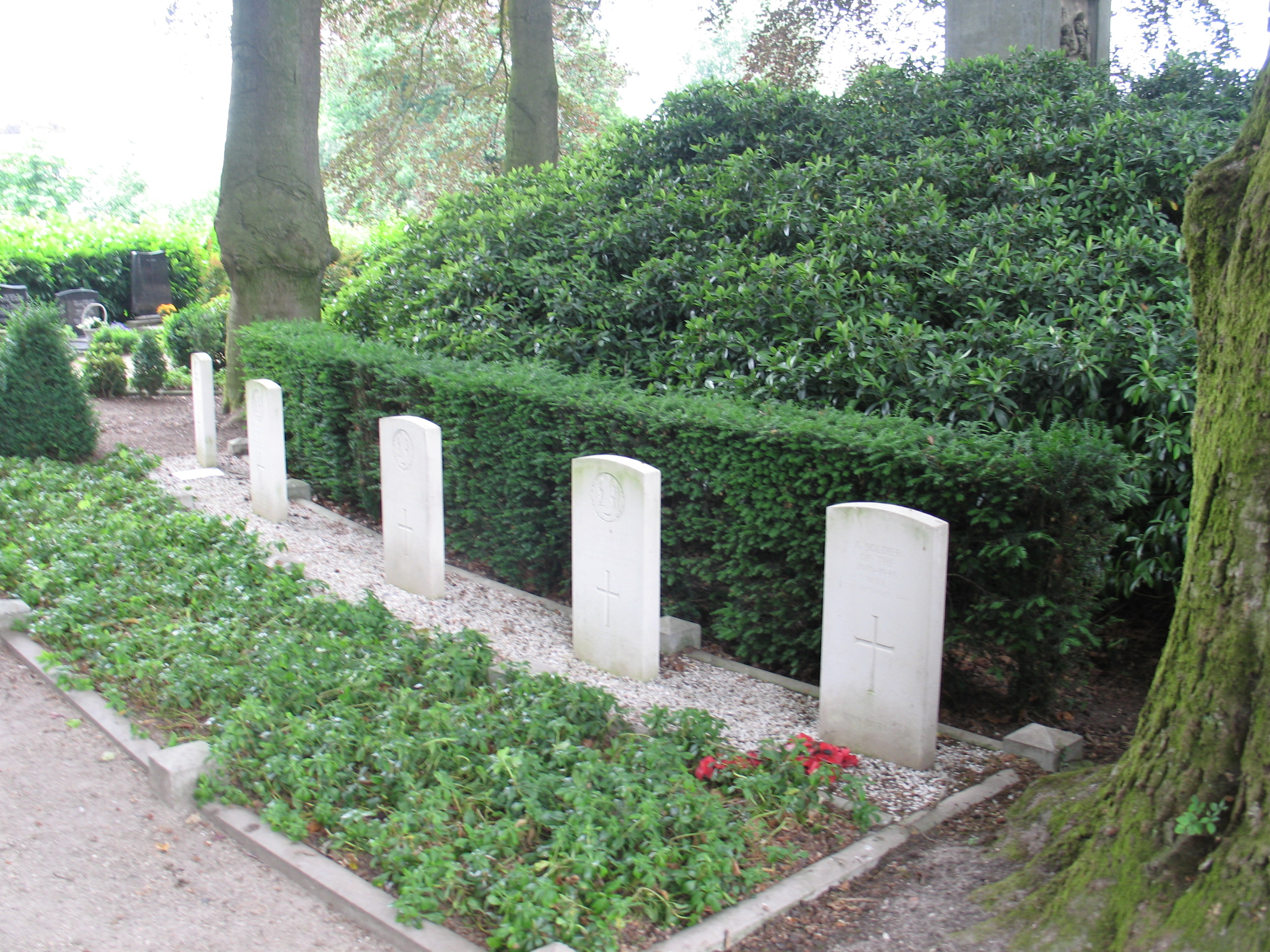
Oorlogsgraven op het kerkhof in Sint-Oedenrode
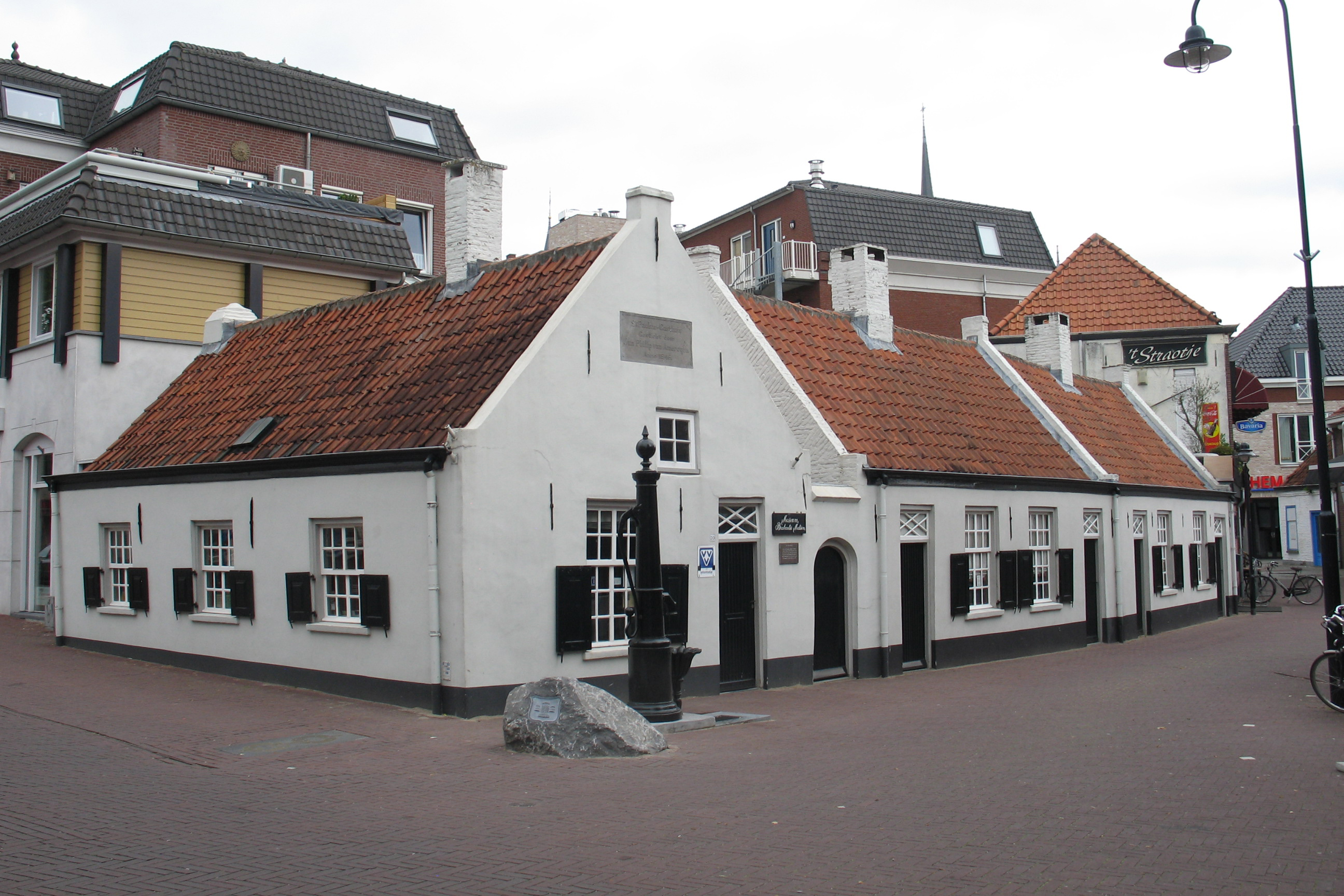
Sint Paulus Gasthuis, 1434, Sint-Oedenrode
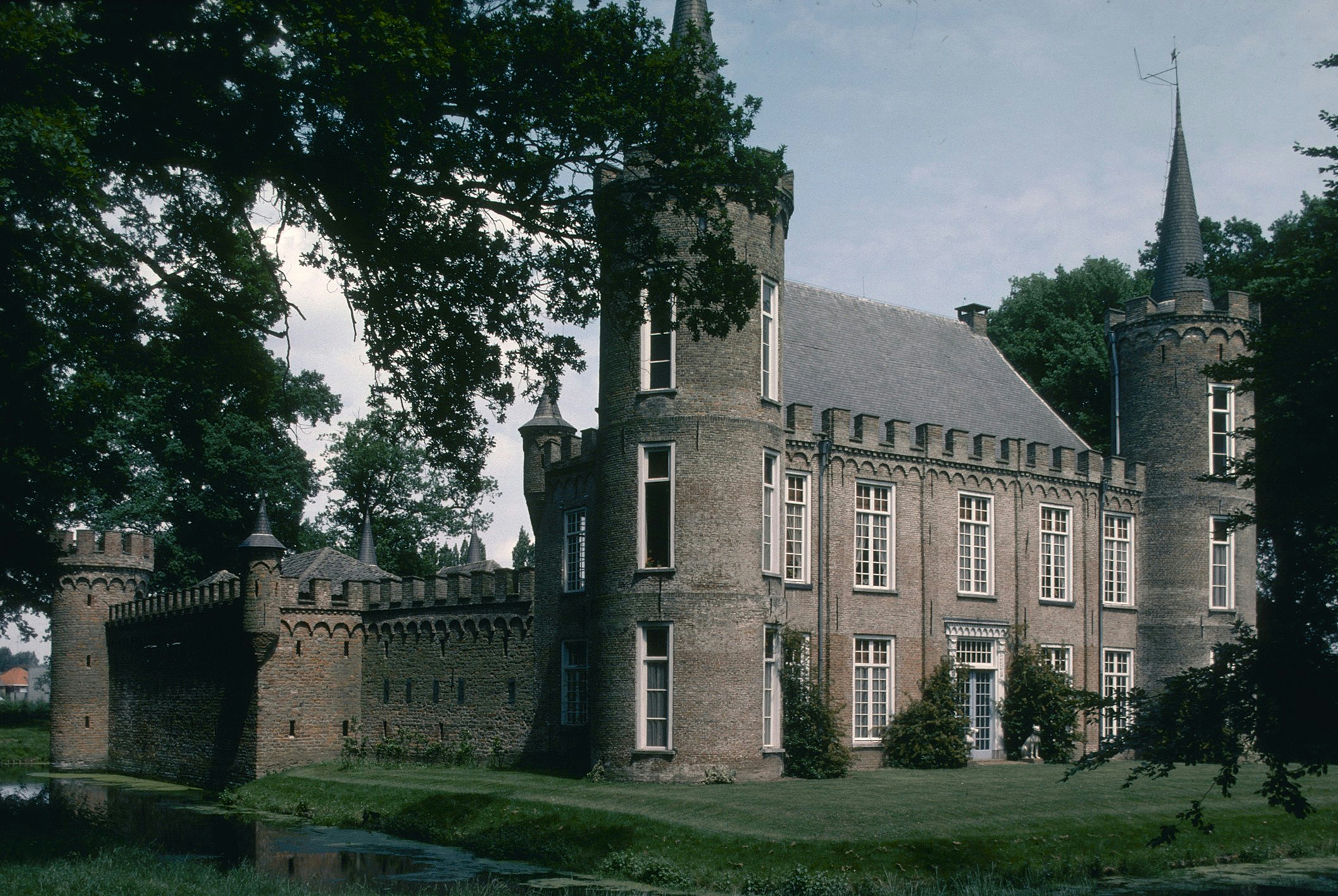
Kasteel Henkenshage gezien vanaf de achterkant
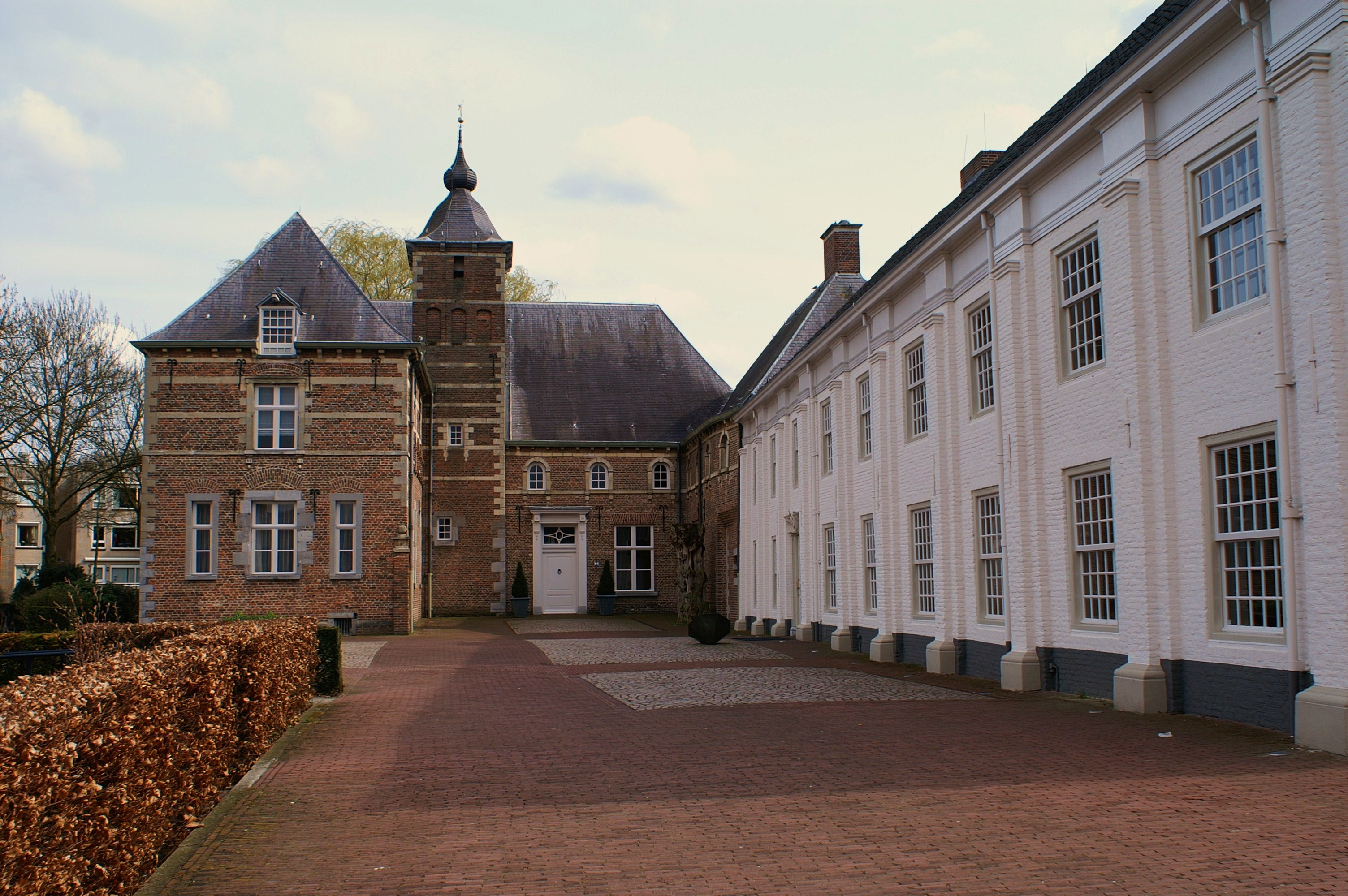
Kasteel Dommelrode, stadhuis van Sint-Oedenrode
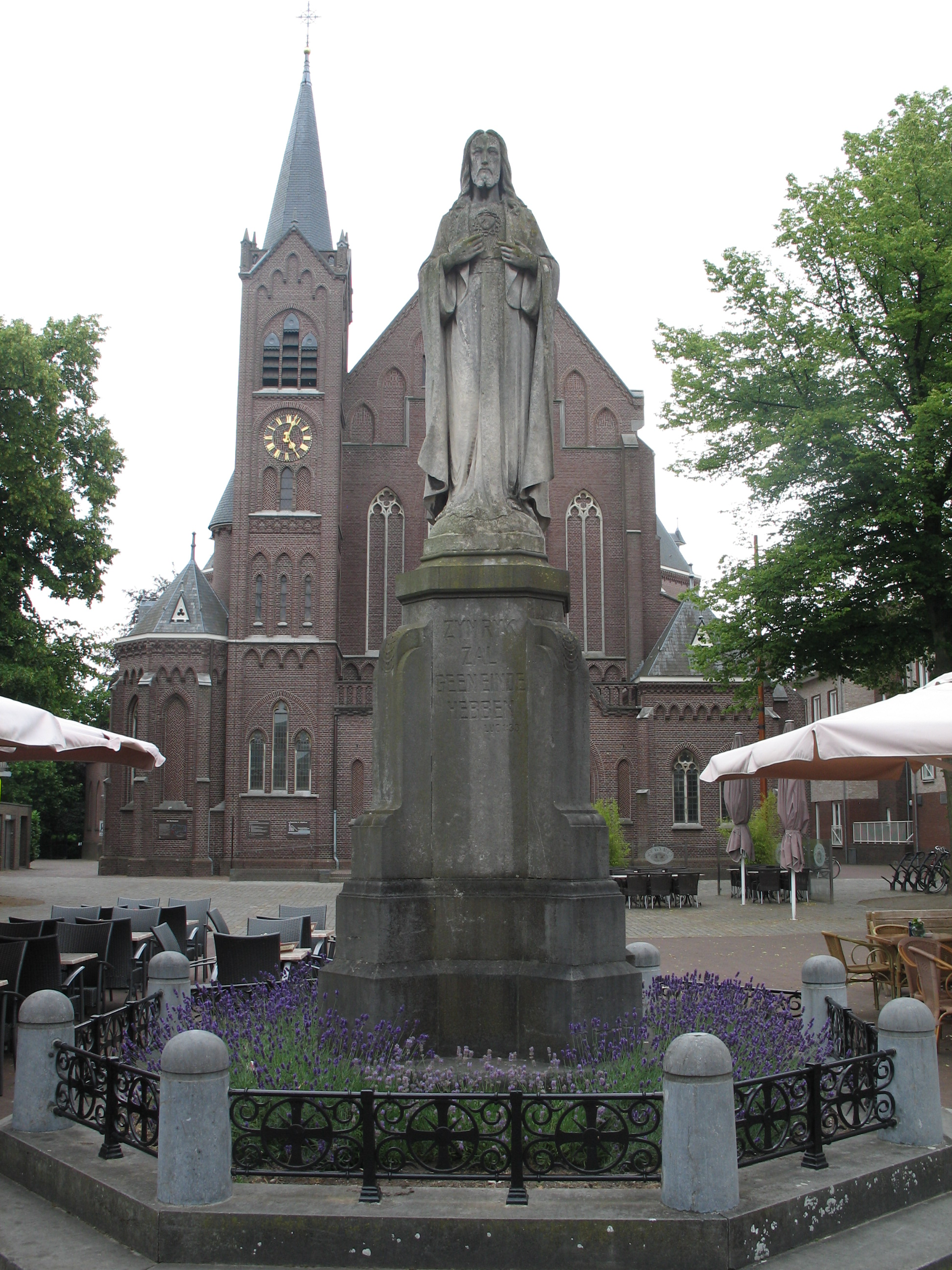
Standbeeld voor Sint Martinus Kerk, Sint-Oedenrode
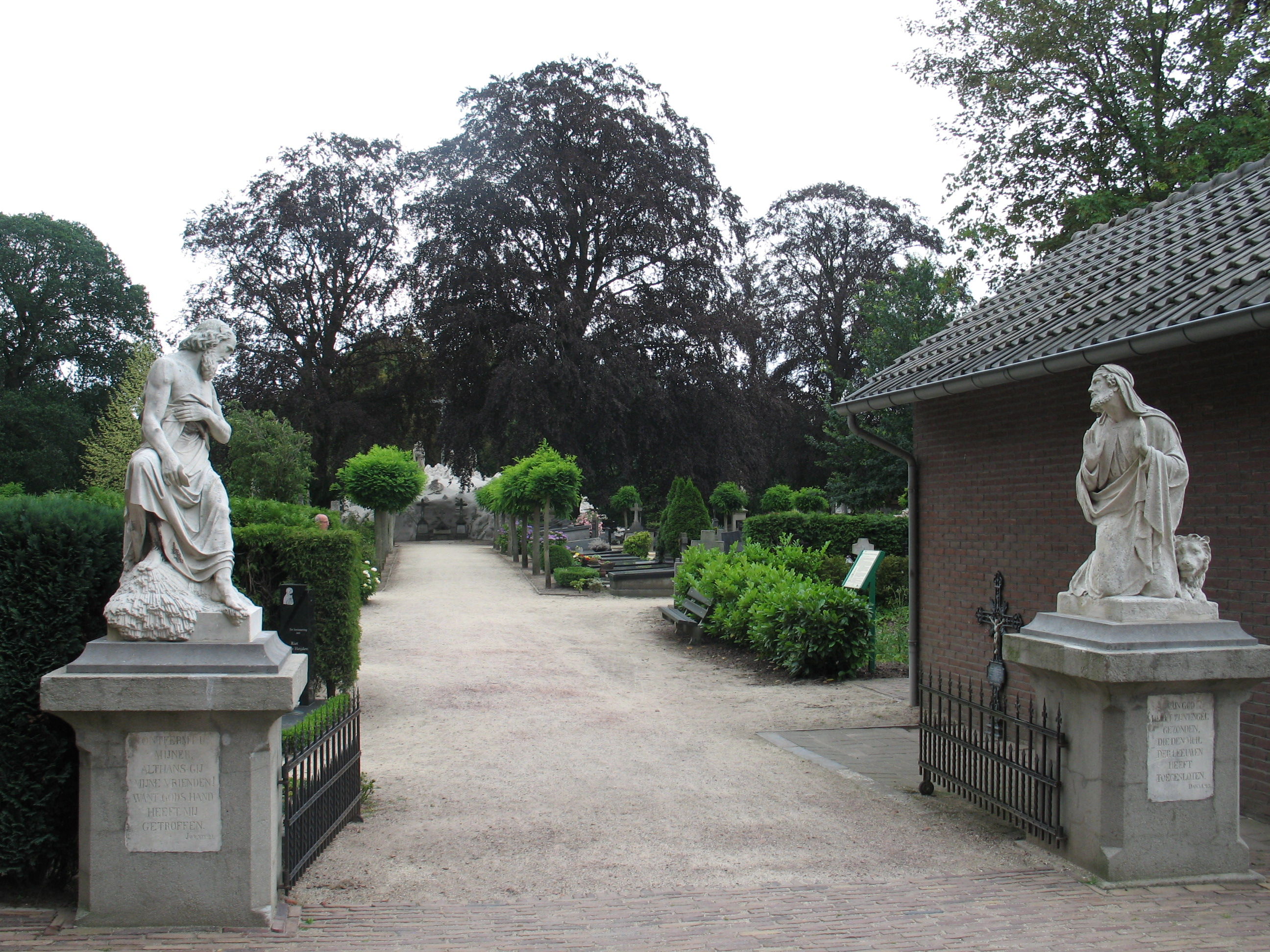
Ingang van het kerkhof, Sint-Oedenrode
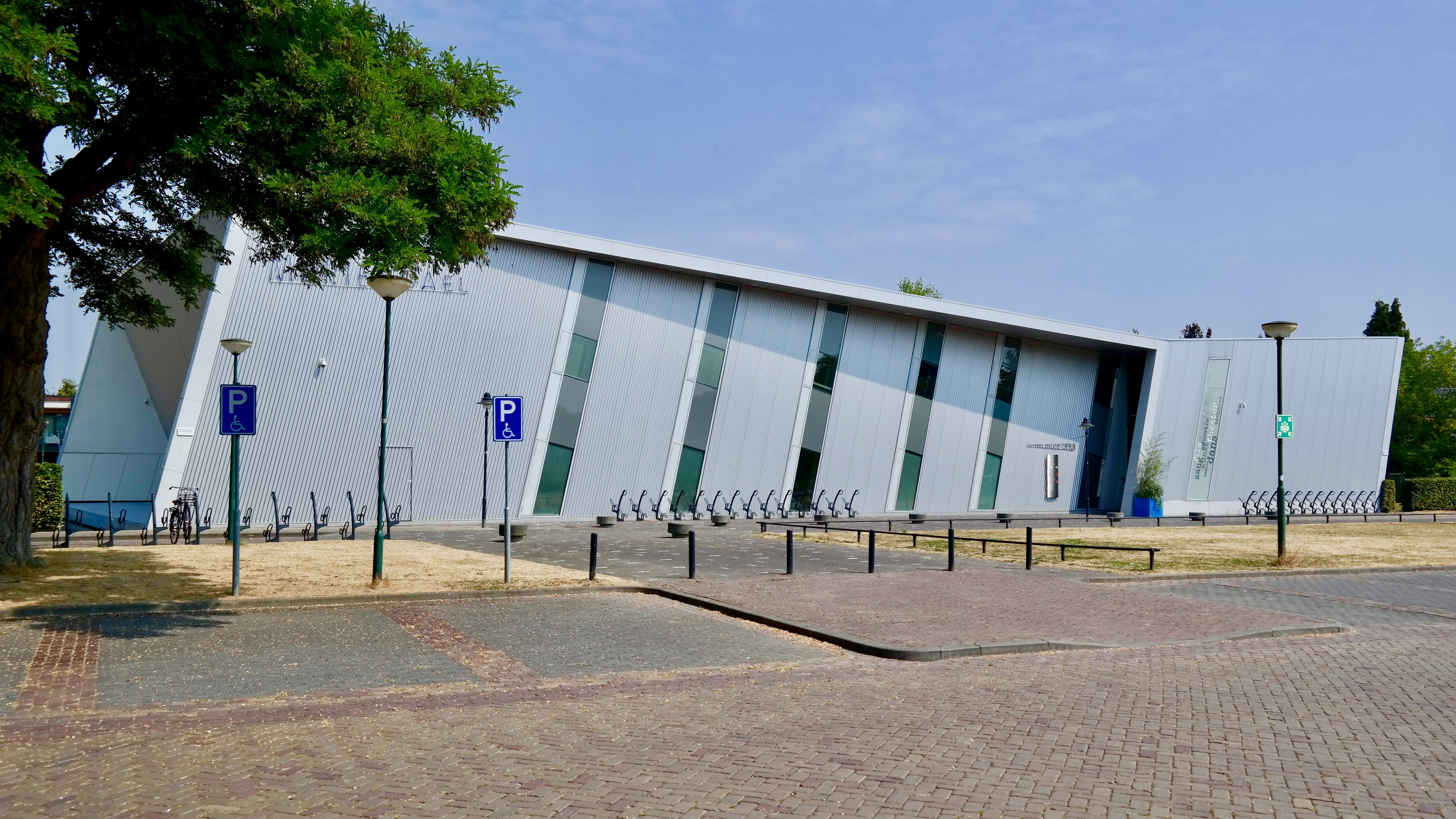
Mariendael Cultureel Educatief Centrum, Sint-Oedenrode

Woonplaatsen: Erp · Schijndel · Sint-Oedenrode · Veghel

Dorpen: Boerdonk · Boskant · Eerde · Keldonk · Mariaheide · Nijnsel · Olland · Wijbosch · Zijtaart

Bedrijventerreinen: De Amert · De Dubbelen · Doornhoek · Oude Haven      Havengebied: Veghel-Haven

Buurtschappen: Achterste Hermalen · Beukelaar · Bolst · Borne · Bus · De Bus (Schijndel) · De Bus (Sint-Oedenrode) ·  De Haag · Dijk · Dorshout · Driehuizen · Eerschot · Elde · Everse · Ham · Havelt · Hazelberg · Hermalen · Het Schoor · Heuvel · Heuvelberg · Hoek · Hoeves · Hoogebiezen · Houterd · Hurkske · Jekschot · Kapeleind · De Kempkens · Kilsdonk · Koevering · Kraanmeer · Kremselen · Lagebiezen · De Laren · Lieseind · Looieind · Meijldoorn · Middegaal · Morsche Hoef · Mosbulten · Oetelaar · Rijkerbeek · Vernhout · Zondveld · Zwijnsbergen

Noord-Brabant: Steden en dorpen      Nederland: Provincies · Gemeenten